# 克里斯蒂娜·克莱蒙斯
克里斯蒂娜·克莱蒙斯（英語：Christina Clemons，1990年5月29日—），旧姓曼宁（Manning），美国女子田径运动员，2011年夏季世界大学生运动会女子4×100米接力银牌得主和女子100米栏铜牌得主、2018年世界室内田径锦标赛女子60米栏银牌得主。